# 236 Honorija
236 Honorija (mednarodno ime 236 Honoria) je asteroid tipa S v glavnem asteroidnem pasu. 

## Odkritje
Asteroid je odkril avstrijski astronom Johann Palisa 26. aprila 1884 na Dunaju . Imenuje se po Honoriji (Justa Grata Honoria), vnukinji cesarja Teodozija I.

## Lastnosti
Asteroid Honorija obkroži Sonce v 4,68 letih. Njegova tirnica ima izsrednost 0,19 nagnjena pa je za 7,694° proti ekliptiki. Njegov premer je 86,20 km, okoli svoje osi se zavrti v 12,333 h .